# Tige Simmons
Tige Arthur Simmons (Australia, 5 de mayo de 1977) es un jugador de baloncesto en silla de ruedas australiano que representó a Australia en los Juegos Paralímpicos de 2008, 2012 y 2016.

## Biografía

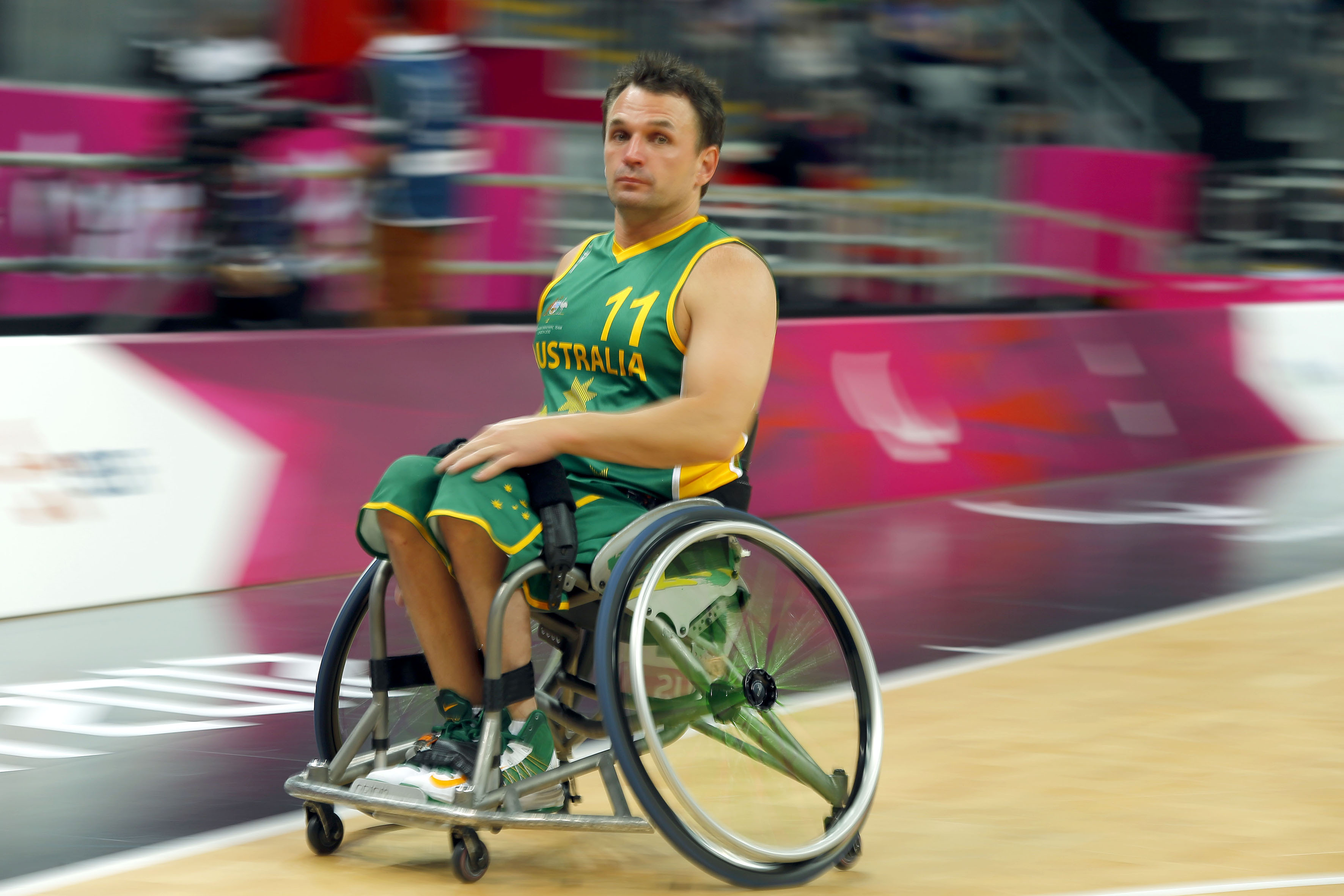
Simmons en los Juegos Paralímpicos de Londres 2012

Tige Simmons quedó parapléjico por un accidente de moto. Formó parte del equipo nacional masculino australiano de baloncesto en silla de ruedas ganador de la medalla de oro, en los Juegos Paralímpicos de Pekín 2008, por el que recibió la Medalla de la Orden de Australia.
Fue miembro del equipo nacional masculino de baloncesto en silla de ruedas de Australia que compitió en el Campeonato Mundial de Baloncesto en Silla de Ruedas de 2010, que ganó una medalla de oro. Juega como defensa y está clasificado como jugador 1.0.
En 2010, jugaba al baloncesto en un club con los Brisbane Spinning Bullets.
En los Juegos Paralímpicos de Londres 2012 formó parte del equipo masculino australiano en silla de ruedas que ganó la plata.  En 2016 fue seleccionado para los Juegos Paralímpicos de Río de Janeiro 2016, donde su equipo, The Rollers, terminó en sexto lugar.